# Alwin Schultz
Alwin Schultz (* 6. August 1838 in Muskau; † 10. März 1909 in München) war ein deutscher Kunst- und Kulturhistoriker.
Schultz studierte in Breslau 1858–1859 und 1862–1864 Germanistik und Archäologie. 1864 wurde er zum Dr. phil. promoviert. Von 1870 bis 1873 war er provisorischer Leiter der Universitätsbibliothek und von 1872 bis 1882 außerordentlicher Professor an der dortigen Universität.
Er war von 1882 bis 1903 ordentlicher Professor für Kunstgeschichte an der Deutschen Universität in Prag. Schultz siedelte 1903 nach München um, wo er bis zu seinem Tod verblieb.
Alwin Schultz war seit 1872 mit Anna geborene von Wagenhoff verheiratet. Ihr Sohn Franz (* 22. Februar 1874 in Breslau) war unter verschiedenen Pseudonymen als Autor und Übersetzer tätig.
Schultz schrieb Beiträge für verschiedene Kunstzeitschriften und publizierte mehrere kunstgeschichtliche Abhandlungen.

## Schriften (Auswahl)
- De vita atque operibus magistri Jodoci Tauchen lapicidae Wratislaviensis […]. 1864 (Dissertation).
- Urkundliche Geschichte der Breslauer Maler-Innung in den Jahren 1345–1523. 1866.
- Die Klosterkirche zu Trebnitz. In: Zeitschrift des Vereins für Geschichte und Alterthum Schlesiens. Neunter Band. Zweites Heft.  Breslau 1869, S. 294–310 (Google Books).
- Schlesiens Kunstleben im dreizehnten und vierzehnten Jh. 1871.
- Schlesiens Kunstleben im fünfzehnten bis achtzehnten Jh. 1872.
- Einführung in das Studium der neueren Kunstgeschichte. 1886.
- Das höfische Leben zur Zeit der Minnesinger. 2 Bände. 1879–1880; 2. Auflage Leipzig 1889; Neudruck Osnabrück 1965.
- Deutsches Leben. Wien 1892.
- Das häusliche Leben der europäischen Kulturvölker vom Mittelalter bis zur zweiten Hälfte des XVIII. Jahrhunderts (= Handbuch der Mittelalterlichen und Neueren Geschichte. Abteilung IV: Hilfswissenschaften und Altertümer). München/Berlin 1903.